# Bensonville
Bensonville est une ville du Liberia et la capitale du comté de Montserrado. Elle est située à 27 km au nord-est de Monrovia. Sa population s'élevait à 4 089 habitants au recensement de 2008.